# Тлеющие дети (Американская история ужасов)
«Тлеющие дети» (англ. «Smoldering Children») — десятый эпизод первого сезона американского телесериала «Американская история ужасов», премьера которого состоялась 7 декабря 2011 года на телеканале FX. Сценарист — Джеймс Вонг, режиссер — Майкл Леманн. Эпизод имеет рейтинг TV-MA (LV).
В этом эпизоде раскрывается правда о Ларри (Денис О’Хэр), Вайолет (Таисса Фармига) узнает о своей сущности. Полиция допрашивает Констанс (Джессика Лэнг) об убийстве Трэвиса (Майкл Грациадей). В эпизоде отсутствует Фрэнсис Конрой.

## Сюжет

### 1994 год
Во время семейного ужина Тейт (Эван Питерс) произносит молитву, во время которой критикует возлюбленного матери — Ларри, который, по мнению Тейта, слеп и не видит, что Констанс его не любит. Также Тейт обвиняет Ларри в убийстве брата, Боригарда, но Констанс этот факт отрицает. На следующее утро, перед перестрелкой в школе, Тейт приходит в офис Ларри и поджигает его.

### 2011 год
Бен (Дилан Макдермотт) приходит в больницу к Вивьен (Конни Бриттон) и извиняется перед ней, сообщает о том, что близнецы Вивьен от разных отцов. Бен обещает ей, что вытащит её через пару дней, но Вивьен категорично отказывается возвращаться в дом. К Констанс приходят детективы Грэйнжер (Чарльз С. Даттон) и Барриос (Малайя Ривьера Дрю) и расспрашивают её об убийстве Трэвиса, показывая ей фотографии тела.
Дома Бен сообщает в полицию о насильнике в латексе. К нему приходит полицейский по делам несовершеннолетних и сообщает о прогулах школы Вайолет. Во время разговора с дочерью, та говорит, что возвращаться в школу не хочет, и Бен предлагает найти другую школу, пригрозив комиссией по делам несовершеннолетних, Вайолет соглашается.
Констанс приходит домой к Ларри и, приставив нож к его горлу, обвиняет его в убийстве своего возлюбленного. После угроз Ларри сообщает ей, что он лишь вынес тело, а сам Трэвис поссорился с кем-то в доме. Констанс собирается уходить, но Ларри, признаваясь ей в любви, просит её вернуться к нему. Но Констанс заявляет, что никогда его не любила, а терпела, и уходит.
Тейт ловит Вайолет, когда та собирается уходить в школу, и уговаривает её прогулять школу. Констанс, возвращаясь домой, встречает на пороге детективов, которые на сей раз выдвигают ей обвинения в убийстве Трэвиса. Выпавший из сумки Констанс нож усугубляет ситуацию, и её просят пройти в участок. Бен вызывает дезинсектора (У. Эрл Браун) на дом, чтобы устранить недавно появившихся мух.
В участке детективы спрашивают Констанс о смертях её сыновей, а также про пропажу её бывшего мужа Хьюго и горничной Мойры. Все думали, что Констанс убила их, но обвинить её не смогли, так как тел не нашли - Констан закопала на заднем дворе тело Мойры, а тело Хьюго перемолола в фарш и скормила собакам. Их прерывает Гарри Гудман (Дерек Ричардсон) и просит оставить их с Констанс наедине. Он ей сообщает, что, хоть это дело всех зашевелило, его скорей всего на кого-нибудь повесят, и что Констанс идеально подходит для этой цели.
Дезинсектора в подвале находит Тейт, который убивает его отравляющем средством. Бен продолжает поиски новой школы для Вайолет. Тейт об это сообщает ей, из-за чего Вайолет расстраивается. Тейт её успокаивает и обещает, что не позволит их разлучить.
Ларри забирает из подвала дома улики, где встречает Трэвиса. Тот интересуется, стал ли он знаменитым, переживает ли Констанс. Ларри там замечает своих дочерей, играющих с Трэвисом. Лоррейн (Ребекка Уайсоки) появляется перед Ларри. Он говорит ей, что сожалеет обо всем, Лоррейн просит его доказать это. Ларри обещает, что Констанс ответит за все, но она ему сообщает, что Констанс не нарушала клятв, в отличие от него.
Тейт в латексном костюме нападает на Бена. Бену удается снять маску и он видит Тейта. Он оставляет Бена в живых только ради Вайолет. Адвокат Констанс приходит к ней и сообщает о том, что надо приехать в участке. Также он думает, что её обвинят в убийстве. Тейт приходит к Вайолет и предлагает ей покончить с собой, чтобы навсегда быть вместе. Вайолет, наврав Тейту, бежит из дома, но почему-то снова возвращается в него с другой стороны. Тейт сообщает ей, что она умерла, наглотавшись таблеток, и показывает ей её труп.
Констанс приезжает в участок, где Ларри берет на себя вину за убийство Трэвиса. На все вопросы Констанс отвечает, что ничего не знает. Тейт рассказывает Вайолет о их сущности и будущем. В тюрьме Ларри и Констанс разговаривают. Он признается, что взял вину на себя, чтобы заплатить за свои грехи. Он, приложив руку к стеклу, говорит, что не будет жалеть, если Констанс скажет ему заветные слова. Констанс буквально на секунду прикладывает руку в ответ, кладет трубку и уходит.

## Реакция
Эпизод получил 100% одобрения, основанных на 9 рецензиях, на Rotten Tomatoes. Мэтт Фаулер из IGN дал эпизоду оценку 8,5/10, называя его замечательным. Согласно Рейтингу Нильсена, при первом показе на американском телевидении эпизод собрал аудиторию в 2,5 миллиона человек с долей 1,6 среди категории возраста 18-49 лет.